# Boris Zajcev
Boris Kostantinovič Zajcev (Orël, 29 gennaio 1881 – Parigi, 28 gennaio 1972) è stato un poeta russo.
Emigrato in Francia nel 1922, fu continuatore dell'arte di Turgenev.

## Opere
- Il paese lontano (1913)
- Via di San Nicola (1922)
- Italia (1923)
- Monte Athos (1928), (Monte Athos : Un pellegrinaggio nel cuore spirituale del cristianesimo ortodosso, Castelvecchi, Roma, 2012)
- Giovinezza (1950)
- L'albero della vita (1953)
- I fiumi dei tempi (1968)